# Martynas Sajus
Martynas Sajus (ur. 22 lutego 1996 w Kielmach) – litewski koszykarz, występujący na pozycji środkowego, obecnie zawodnik Lietkabelis Poniewież.
11 sierpnia 2016 został zawodnikiem Polpharmy Starogard Gdański.
3 lipca 2018 podpisał umowę z Kingiem Szczecin.
30 czerwca 2019 dołączył do litewskiego Lietkabelis Poniewież.

## Osiągnięcia
Stan na 20 września 2019, na podstawie, o ile nie zaznaczono inaczej.
Drużynowe
- Mistrz Litwy (2016)
- Brąz Euroligi (2018)
- Zdobywca Pucharu Litwy (2018)
- Finalista Pucharu Litwy (2016)
- Uczestnik rozgrywek TOP 16 Euroligi (2016)

Reprezentacja
- Mistrz uniwersjady (2017)
- Wicemistrz Europy U–20 (2016)
- Uczestnik mistrzostw Europy U–20 (2015 – 7. miejsce, 2016)